# Левицький Григорій Григорович
о. Григо́рій Григо́рович Леви́цький (1800 — 23 вересня 1873, Золочів, Золочівський повіт, Королівство Галичини та Володимирії, Австро-Угорщина) — священник, політичний та громадський діяч Галичини середини XIX століття, посол до Австрійського парламенту 1848 року.

## Життєпис
Народився в родині греко-католицького священника Григорія Левицького. Одружився в 1824 р. з Параскою Давидович, мали 2 синів і 2 доньки. Дружина померла в 1867 р. Батько історика Анатоля Левицького, дід Кирила Триловського.
Висвячений у сан священника в 1824 р. і того ж року отримав парафію в с. Присівці (Зборівський деканат), обслуговував також інші парафії деканату — Плісняни, Грабківці, Кабарівці, Озерянку, Заруддя і Вірлів. У 1837–1842 роках був адміністратором Поморянського деканату. З 1842 р. — парох у Золочеві, а в 1842–1857 роках адміністратор Золочівського деканату.

## Політична діяльність
Член Райхстагу від 10 липня 1848 року до 7 березня 1849 року. Обраний від Золочівського округу. 7 березня 1849 року парламент був розпущений і парламентарі втратили повноваження.